# Stilwerk
stilwerk ist eine Handels- und Dienstleistungsmarke im Bereich Wohnen und Ausstatten, bzw. Einrichtungs- und Möbeldesign. Kern der Betätigungen ist der Betrieb der Einkaufszentren „stilwerk Designcenter“ in deutschen und europäischen Städten. Alle beteiligten Unternehmen gehören zu der Garbe Group, gegründet 1965 von Bernhard Garbe.

## Der Begriff „stilwerk“, Firmen und Aktivitäten
Der ursprünglich als Name eines Nutzungskonzepts für ein geschütztes Industriedenkmal geprägte Begriff steht heute für eine Vielzahl von Aktivitäten: thematisch gefasste Kaufhäuser mit Veranstaltungen, Veröffentlichungen, Designpreise, Plattform und Blog, sowie Vermarktung von Wohnimmobilien. Der Name ist auch eine seit 2013 auf die gleichnamige GmbH eingetragene Marke. Die Firmengruppe umfasst u. a. stilwerk GmbH, deren Tochterfirmen stilwerk Center Management GmbH, stilwerk room Service GmbH und Stilwerk WeKu Verwaltungs UG (haftungsbeschränkt), Garbe Living Hamburg Development GmbH (vormals: stilwerk living Hamburg Development GmbH), 1st RED Office Properties GmbH (vormals stilwerk Office Properties GmbH). Die Verflechtungen der Firmen und Besitzverhältnisse der Immobilien ist nicht öffentlich geklärt.

## stilwerk Designcenter

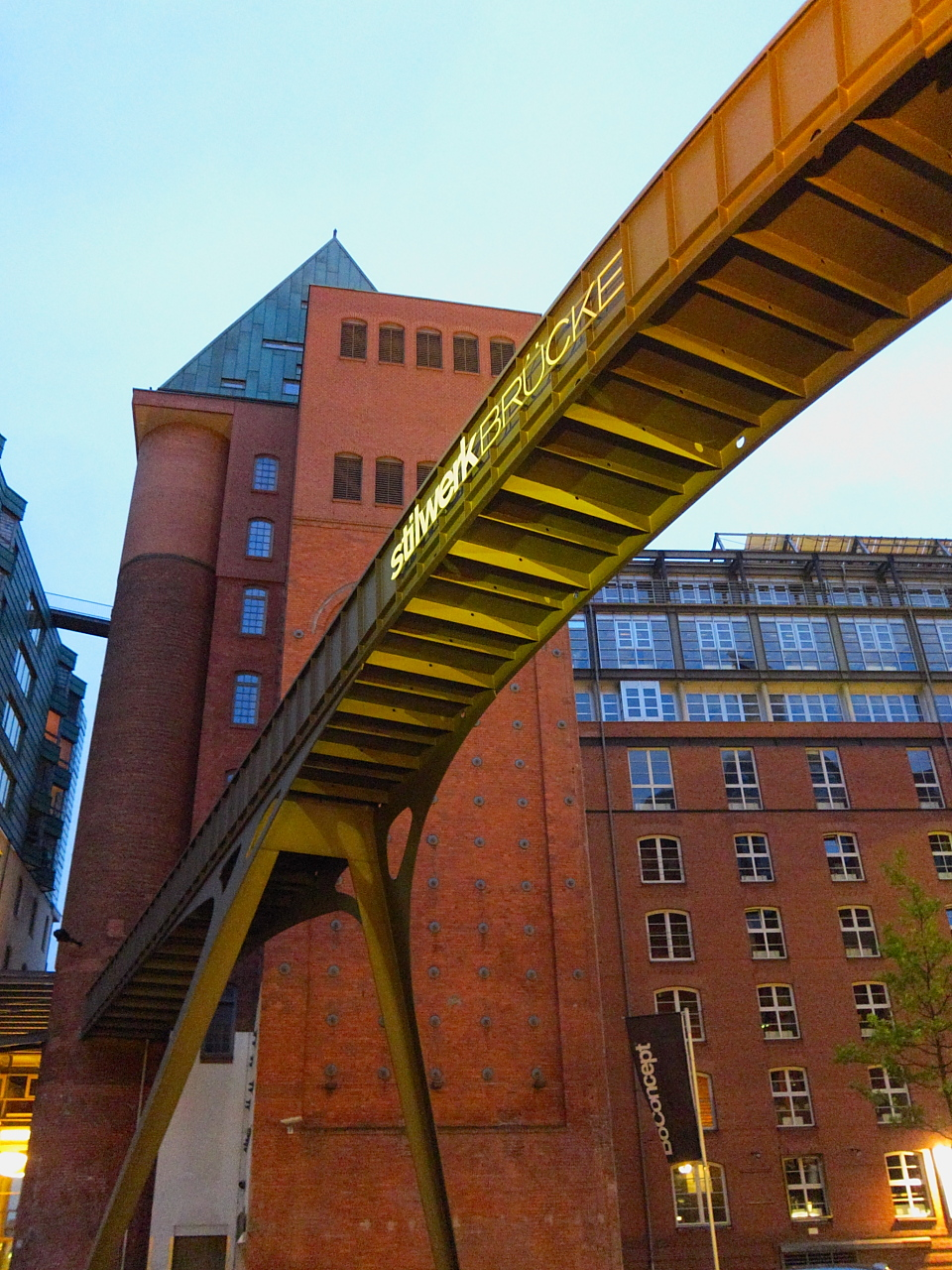
stilwerk-Gebäude und Brücke, Große Elbstraße 68 in Hamburg (2010)

Die Häuser vereinigen selbständige Läden unter einem Dach und fördern Ausstellungen und Veranstaltungen zum Thema Architektur und Design. Das Konzept beinhaltet zudem Veröffentlichungen und eigene Veranstaltungen. Es erhielt 2001 den Forum-Preis der TextilWirtschaft. Für die unterschiedlichen Aufgaben wurden mehrere Firmen gegründet, siehe oben. Die Häuser sind wohl nicht alle im Besitz der Garbe Group, sondern werden zum Teil nur von stilwerk gemanagt.
Das erste Haus unter dem Namen „stilwerk“ wurde im Jahr 1996 in einer ehemaligen Mälzerei in der Nähe der Fischauktionshalle in Hamburg eröffnet. Später wurden weitere Häuser in Berlin (Eröffnungsjahr: 1999), Düsseldorf (2000), Wien (2010) und Dortmund (2015) eröffnet.

### Hamburg
Das Mälzereigebäude entstand 1907 als eines der ersten Stahlbetonskelett-Konstruktionen Deutschlands mit der für diese Zeit typischen Backsteinfassade. Die mit Blendbögen und Schmuckbändern verzierte Fassade zeugt vom wirtschaftlichen Wohlstand der damaligen Zeit. Der Bau steht als eines der letzten Industriedenkmäler der Stadt seit 1994 unter Denkmalschutz. Er wurde von der Garbe Group aufgekauft und für die Umnutzung umfangreich umgebaut und saniert. Das Konzept stilwerk wurde ursprünglich als Nutzungskonzept und damit für den Erhalt der leerstehenden Mälzerei Naefeke entwickelt. Mit einer Verkaufsfläche von ca. 11.000 m² gehört das stilwerk Hamburg am Altonaer Fischmarkt zu den größeren Einkaufszentren im Stadtgebiet und vereint unter seinem Dach insgesamt 28 Geschäfte.

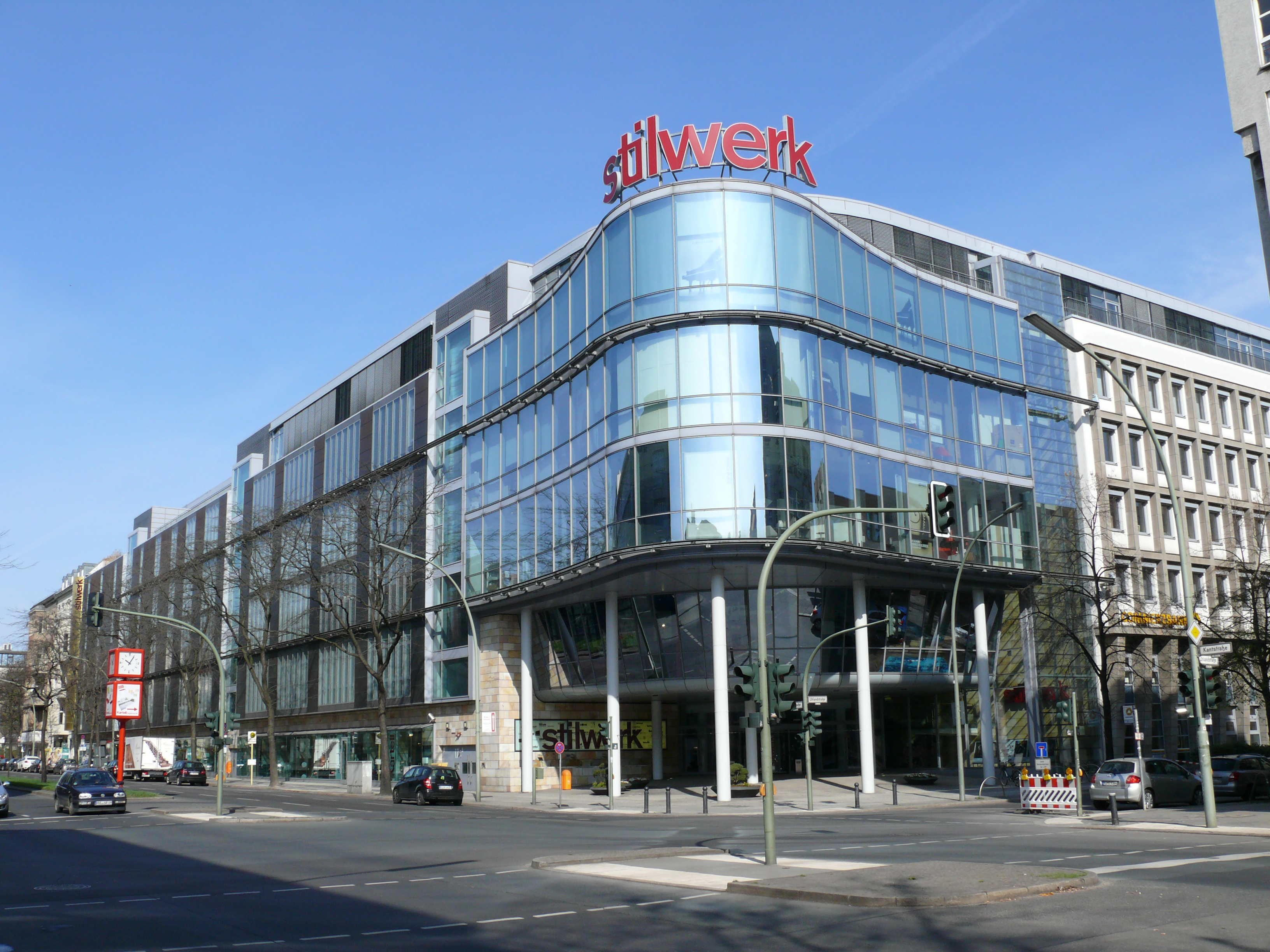
stilwerk, Kantstraße 17–20, Ecke Uhlandstraße in Berlin (2013)

### Berlin
Im November 1999 wurde in der Nähe des Savignyplatzes in Berlin ein weiteres stilwerk Einrichtungshaus eröffnet. Der Neubau wurde von den Architektenbüros Novotny Mähner Assoziierte sowie Studio und Partners geplant. Mit einer Verkaufsfläche von 20.000 m² auf vier Etagen, dem stilwerk forum für Vorträge und Ausstellungen und einer großen Dachterrasse war das stilwerk Berlin das größte Haus der Dachmarke stilwerk. Insgesamt bieten 59 Geschäfte im Bereich Design und Einrichtung ihre Waren an. Anfang 2021 wurde dem Betreiber gekündigt. Die Geschäfte dürfen aber bleiben. 2022 ist das Stilwerk-Designcenter in die Kant-Garagen umgezogen.

Düsseldorf (2014)
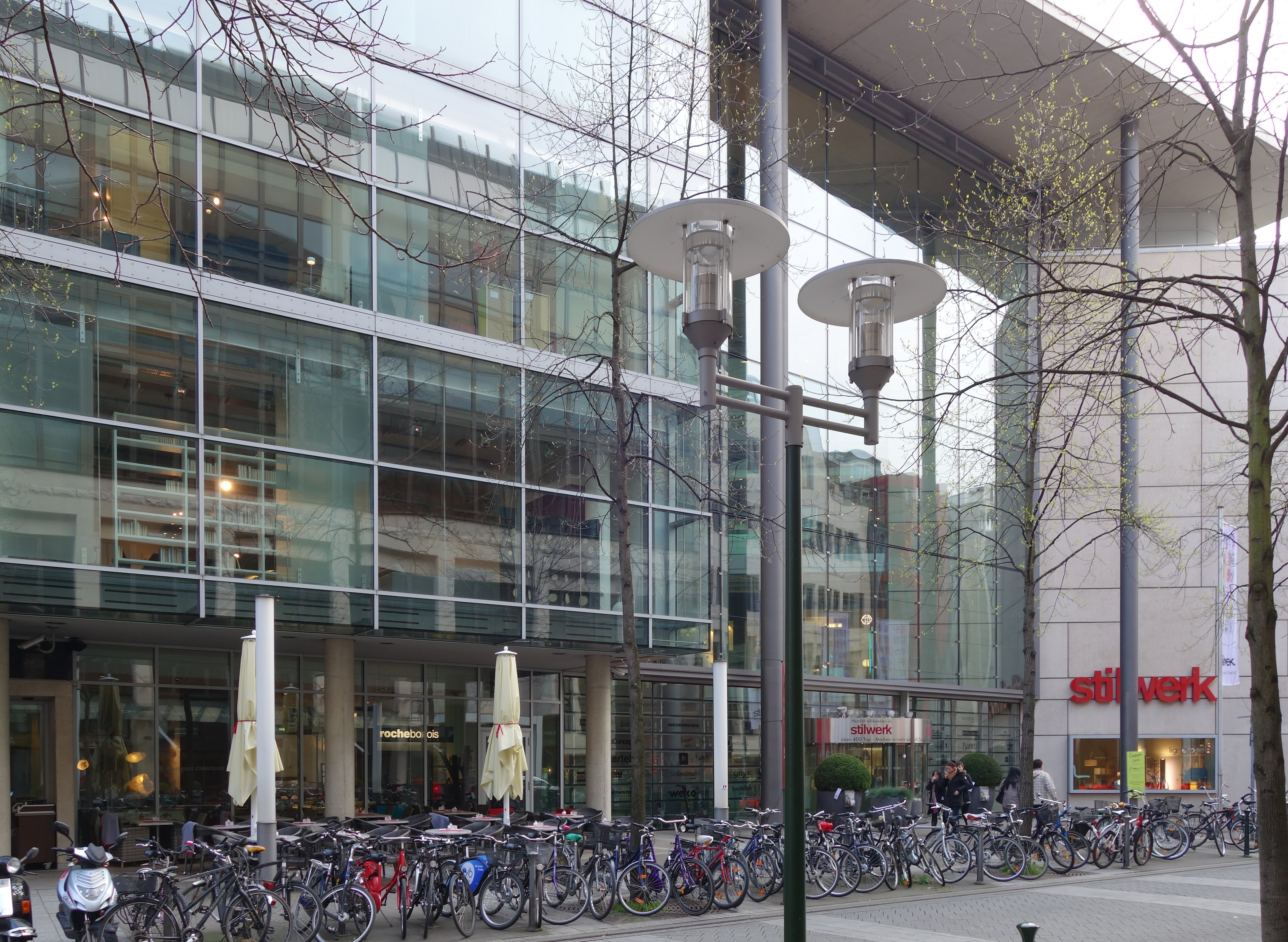
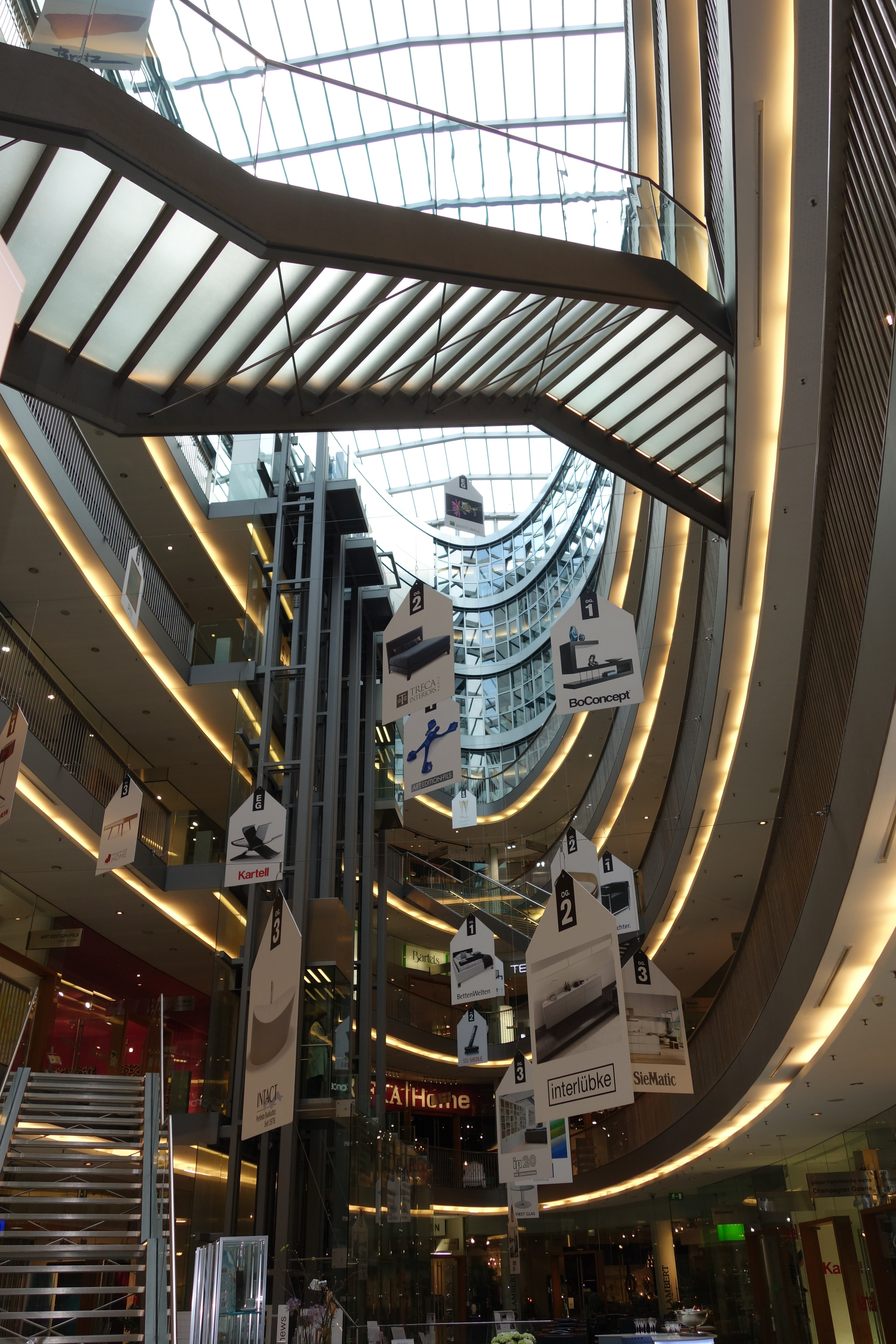

### Düsseldorf
Im Jahr 2000 wurde das dritte stilwerk-Haus in der Grünstraße 15, nahe der Königsallee, mit insgesamt sieben Etagen und einer Verkaufsfläche von 17.000 m² in Düsseldorf eröffnet. Eine Besonderheit des Gebäudes ist ein eingebautes Schiebedach. Das Innere des Gebäudes ist als elliptisches Atrium mit umlaufenden Galerien in den fünf Verkaufsetagen gestaltet. Die architektonische Konzeption übernahm das Architekturbüro JSK. Im Jahr 2000 erhielten die Architekten für das stilwerk, das „Haus mit Himmel“, eine Auszeichnung vom Bund Deutscher Architekten Düsseldorf.
Im Januar 2025 hieß in einer Zeitungsmeldung unter der Überschrift „Stilwerk ist gescheitert und muss sich wandeln“, jede zweite Verkaufsfläche im Haus sei nicht vermietet, „je weiter man nach oben geht, desto größer werden die Lücken“. Der Eigentümer Aroundtown hatte sich zum Jahresanfang vom bisherigen Betreiber stilwerk getrennt und das Gebäude an Völkel Real Estate aus Hamburg übergeben, ein „Rebranding des Objekts unter einem neuen Namen“ war vorgesehen. Neben bisher stilvollen Einrichtungsläden soll es künftig auch Schönheitskliniken und Fitness-Angebote geben, „in jedem Fall soll die neue Bezeichnung keine Assoziationen mehr mit der fast 25-jährigen Geschichte des Hauses wecken“.

### Stuttgart (ehemalig)
Die Stuttgarter Königsbau Passagen traten ab der Eröffnung 2006 unter dem Namen stilwerk auf. Nachdem die Vermarktung des Centers durch Stilwerk bereits 2009 beendet wurde, trennte sich der Betreiber im März 2014 endgültig von dem Markennamen stilwerk.

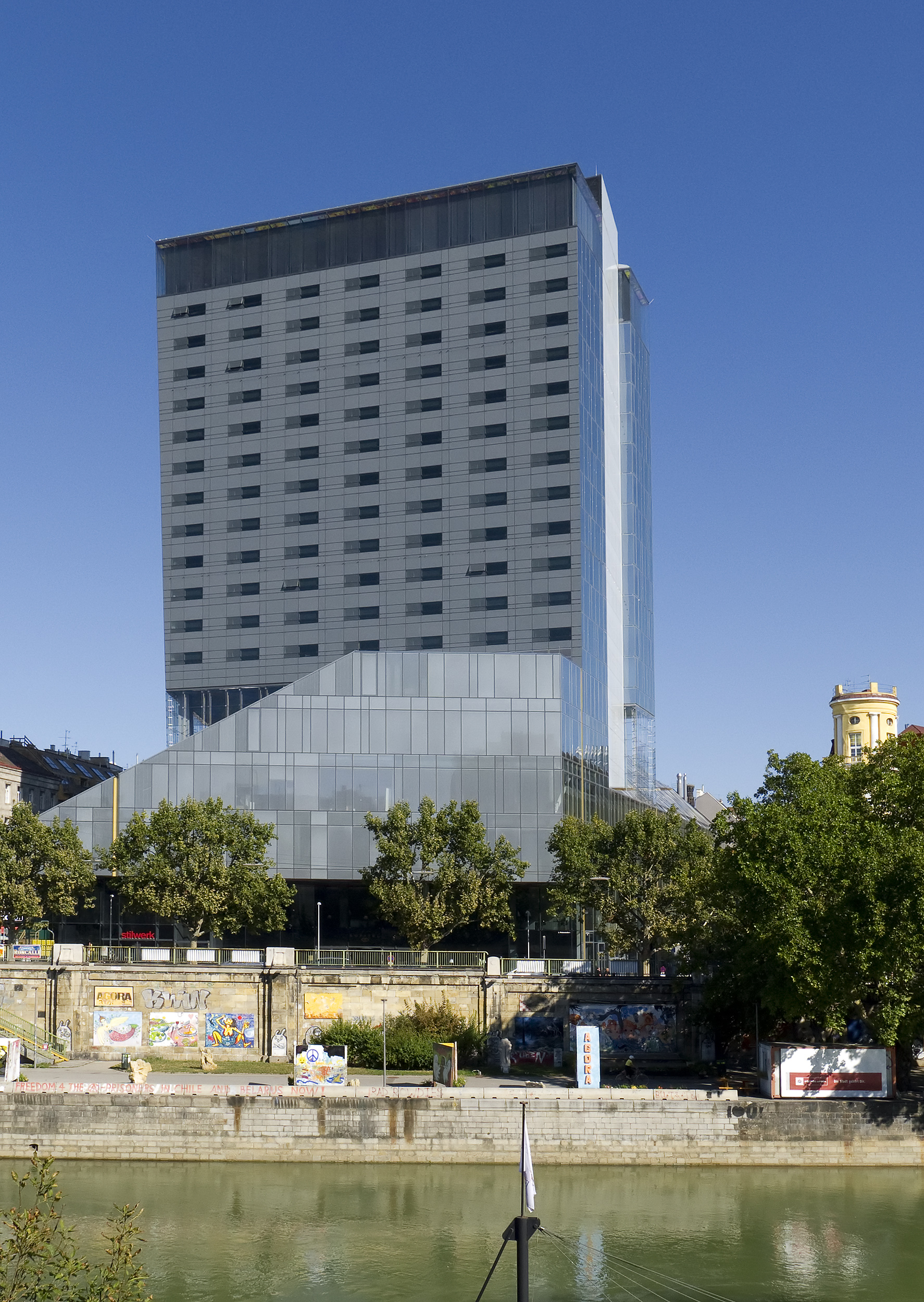
stilwerk, Praterstraße 1, Wien (2011)

### Wien (ehemalig)
Wien war der erste internationale Standort der stilwerk Einrichtungshäuser. Das Einkaufszentrum in der Wiener Innenstadt umfasste auf mehreren Etagen 28 Geschäfte mit einer Fläche von 6000 m². Das stilwerk Wien wurde im von Jean Nouvel konzipierten Nouvel-Tower im Jahr 2010 eröffnet. Auffällig waren die, je nach Himmelsrichtung, unterschiedlich gefärbten und geschnittenen Gläser der Fassaden, die je nach Tagesverlauf ihre Erscheinung änderten.
Ein Merkmal im stilwerk Wien war die „Grüne Wand“ – ein vertikales Konstrukt aus Pflanzen des Franzosen Patrick Blanc. Auf einer rund 600 m² großen, freistehenden Stahlkonstruktion im Hof wurden rund 20.000 unterschiedliche Pflanzen mit einem Dauerbewässerungssystem aus einem Brunnen versorgt und bildeten einen vertikalen Garten. Das stilwerk Wien wurde 2017 geschlossen.

### Dortmund (ehemalig)
Im Oktober 2015 wurde das stilwerk Dortmund eröffnet. Die Verkaufsfläche betrug etwa 8000 m². Anders als die anderen Stilwerke lag das Dortmunder Haus nicht in der Innenstadt, sondern vor den Toren der Stadt an der B1 und direkt vor den Westfalenhallen. Seit 2017 befindet sich in dem Gebäude, wie schon vor der Eröffnung, wieder Inhouse.

### Rotterdam (ab 2023)
Mitten in der Pandemie im Frühjahr 2021 gab stilwerk bekannt, einen neuen Standort in Rotterdam zu eröffnen. Der ehemalige größte Seehafen Europas soll neuer Designhotspot in den Niederlanden werden. Platz findet das neue stilwerk im ehemaligen Santos Gebäude, das zu diesem Zweck generalsaniert wird. Die Eröffnung soll 2023 erfolgen.

## Veröffentlichungen und Veranstaltungen

### Stilwerk-Magazin
Seit Oktober 2013 erscheint das Stilwerk-Magazin viermal im Jahr. Es ist eine Gemeinschaftsproduktion mit Ringdrei Media Network Hamburg und erscheint für jeden der aktuell vier Standorte in einer regionalisierten Version in einer Auflage von 15.000 Exemplaren. Es umfasst etwa 100 Seiten und wird außer in den eigenen Dependancen über den Buchhandel vertrieben. Von Mai 1997 bis August 1998 erschien bereits ein Stilwerk-Magazin als Beilage des designreport.

### Blog „Design Diary“
Seit Spätsommer 2012 wird der Blog stilwerk Design Diary rund um die Themen Einrichtung, Design und Lebensstil betrieben. Es schreiben Autoren (unter anderem Trendforscher, Designer, Interior- und Lifestyle-Journalisten) zu Neuigkeiten und Impressionen rund um Trends, Produkte, Messen und Designer.

### Veranstaltungen
Beispiele für Veranstaltungen sind u. a.: der Trendforscher Peter Wippermann hielt mehrfach Vorträge über seine Trendstudien, etwa 2009 zum Thema „Wie wohnen wir morgen“ im stilwerk Hamburg. In Kooperation mit A&W Architektur & Wohnen zeigt das Stilwerk die Wanderausstellung „A&W-Designer des Jahres“ im Frühjahr 2014 in den stilwerk-Häusern in Düsseldorf, Hamburg und Berlin, aus der auch der A&W-Mentorpreis für Nachwuchstalente hervorgeht.

## Weitere Betätigungen zum Thema Design

### stilwerk limited edition design gallery
Seit Mai 2010 wird die Galerie im Hamburger Stammhaus betrieben, die auch an internationalen Design-Events und Messen teilnimmt. Sie hat sich zum Ziel gesetzt, „zeitgenössische Produkte, die sich an der Schnittstelle zwischen Kunst und Design bewegen“, auszustellen.

### Raymond Loewy Foundation
2013 übergab British American Tobacco Germany die Stiftungsführung der Raymond Loewy Foundation an die Stilwerk GmbH. 1991 gegründet, ist sie eine der wichtigsten Designinstitutionen Deutschlands. Mit dem Lucky Strike Junior Design Award unterstützt die Stiftung Nachwuchs-Designer und ihre Ausbildung und trägt so zur Leistungs- und Qualitätssteigerung an deutschen Design-Hochschulen bei.
Für ihr Lebenswerk oder eine besondere Schaffensperiode werden seit 1991 jährlich auch international erfolgreiche Designer mit dem Lucky Strike Designer Award ausgezeichnet.

### Recycling-Designpreis
Seit 2009 werden auch ausgewählte Arbeiten des Recycling-Designpreises in den Stilwerk Designcentern in Hamburg, Berlin, Düsseldorf und Wien ausgestellt.